# El caballero de la Luna
El caballero de la Luna es un libro de caballerías español del siglo XVI. Se ignora el nombre de su autor. Se dividía en cuatro libros, de los cuales solamente se conservan el tercero y el cuarto, en forma manuscrita. Hay dos ejemplares de la obra en la Biblioteca Nacional de Madrid, a uno de los cuales le faltan algunos folios. 
La obra tiene 280 hojas en folio y lleva como título Libro tercero del Caballero de la Luna, que cuenta las crueles guerras que los babilonios, tártaros, turcos y persas tuvieron con Grecia, y de su conversión a la fe.
El Caballero de la Luna, protagonista de la obra, es el hijo primogénito del emperador Pandión de Trapisonda, quien también es el padre con su esposa la emperatriz del príncipe Roditángel de Trapisonda y una hija. Además, Pandión tiene un hijo extramatrimonial con la reina de Valaquia, llamado Clarisel de las Flores, que nada tiene que ver con el protagonista del libro homónimo de Jerónimo Jiménez de Urrea. Otros personajes de la obra, amigos del protagonista, son Furiandro, el emperador de Egipto Sitandelfo, don Valterín de Portugal y el príncipe Feliciano de España.
Siendo niño de corta edad, el príncipe de la Luna fue robado por unos encantadores. Criado como pagano, se enamora de la bellísima princesa Lunidea, hija de Doroteo, emperador de Constantinopla, la cual le corresponde, a pesar de que en varias oportunidades manifiesta su naturaleza celosa. Al principio del libro tercero, durante el sitio que pone a Constantinopla una multitudinaria alianza de paganos dirigida por el soldán de Babilonia, el emperador Pandión revela al Caballero de la Luna que es su hijo, y el joven, que ya luchaba del lado de los griegos, se bautiza. En el transcurso de una de sus aventuras combate, sin conocerlo, con su medio hermano don Clarisel de las Flores, pero poco después se revela la identidad de este y entablan una gran amistad.